# Kalervo Rauhala
Kalervo Juhani „Kassu” Rauhala (ur. 19 października 1930 w Ylistaro, zm. 21 września 2016 w Seinäjoki) – fiński zapaśnik walczący w stylu klasycznym. Wicemistrz olimpijski z Helsinek 1952, w kategorii do 79 kg.
Brązowy medalista mistrzostw świata w 1953 roku.
Mistrz Finlandii w 1951, 1952, 1955, 1957; drugi w 1953, w stylu klasycznym. Pierwszy w 1953, 1954, 1995, 1956, 1957, 1958; drugi w 1952, w stylu wolnym roku.
Był stryjem Jukki Rauhali, zapaśnika, brązowego medalisty olimpijskiego z Los Angeles 1984, a także Pekki Rauhali, czterokrotnego olimpijczyka w zapasach w latach 1980 – 1992.

## Letnie Igrzyska Olimpijskie 1952
| Konkurencja          | Rundy eliminacyjne    | Rundy eliminacyjne            | Rundy eliminacyjne   | Rundy eliminacyjne   | Rundy eliminacyjne     | Klas. końcowa |
| Konkurencja          | Przeciwnik I          | Przeciwnik II                 | Przeciwnik III       | Przeciwnik IV        | Przeciwnik V           | Miejsce       |
| -------------------- | --------------------- | ----------------------------- | -------------------- | -------------------- | ---------------------- | ------------- |
| 79 kg styl klasyczny | Axel Grönberg (SWE) P | Adel Ibrahim Moustafa (EGY) Z | Gustav Gocke (FRG) Z | Gyula Németi (HUN) Z | Nikołaj Biełow (SUN) Z | 2.            |